# Rush Valley
Rush Valley è una città degli Stati Uniti d'America, situata nello Stato dello Utah, nella Contea di Tooele.